# Baratili San Pietro
Baratili San Pietro – miejscowość i gmina we Włoszech, w regionie Sardynia, w prowincji Oristano. Graniczy z Narbolia, Nurachi, Oristano, Riola Sardo, San Vero Milis i Zeddiani.
Według danych na rok 2004 gminę zamieszkiwało 1240 osób, 206,7 os./km².